# Passiflora urubiciensis
Passiflora urubiciensis là một loài thực vật có hoa trong họ Lạc tiên. Loài này được Cervi mô tả khoa học đầu tiên năm 2003.